# Lea Wipper
Lea Luis Wipper (* 14. Oktober 2001 in Schkeuditz) ist eine deutsche Leichtathletin, die sich auf den Speerwurf spezialisiert hat.

## Karriere
Die in der sächsischen Stadt Schkeuditz geborene und in Kulkwitz aufgewachsene Lea Wipper begann ihre Leichtathletikkarriere beim SV Lindenau 1848 und wechselte später zum SC DHfK Leipzig. Seit dem 1. Januar 2022 startet sie für den SC Magdeburg und wird dort von Björn Lange trainiert.
Ihren ersten internationalen Auftritt hatte Lea Wipper 2017 bei den U18-Weltmeisterschaften 2017 in Nairobi, wo sie das Finale erreichte und dort den neunten Platz belegte. Im darauffolgenden Jahr startete sie bei den U18-Europameisterschaften 2018 in Győr. Sie erreichte dort das Finale und stellte in diesem mit einem Wurf auf 54,79 m einen deutschen U18-Rekord auf. Schlussendlich belegte sie mit dieser Weite im Speerwurf-Wettbewerb den vierten Platz. Durch diese Leistung qualifizierte sie sich für die Olympischen Jugend-Sommerspiele 2018 in Buenos Aires. Dort belegte sie mit Würfen auf 50,54 m und 49,18 m den achten Platz. Im darauffolgenden Jahr startete sie erstmals bei den deutschen Meisterschaften. Mit dem im Erwachsenenbereich schweren Speer erreichte sie eine Weite von 45,94 m und belegte den zehnten Platz.
Im Jahr 2020 erreichte sie mit einer Weite von 55,72 m hinter Christin Hussong und Annika-Marie Fuchs bei den deutschen Meisterschaften den dritten Platz und gewann damit ihre erste Medaille im Erwachsenenbereich. Im darauffolgen Jahr sicherte sie sich erneut die Bronzemedaille im Rahmen der deutschen Meisterschaften. Bei den deutschen Meisterschaften 2022 im Olympiastadion Berlin warf Lea Wipper mit einer Weite von 60,98 m eine neue persönliche Bestleistung und sicherte sich mit dieser Weite in Abwesenheit der Seriensiegerin Christin Hussong den Meistertitel. Durch ihre Leistungen qualifizierte sie sich für die Leichtathletik-Europameisterschaften 2022, welche als Teil der European Championships 2022 in München ausgetragen wurden. In der Qualifikation des Speerwurf-Wettbewerbes erreichte sie eine Weite von 55,07 m und verpasste damit die Qualifikation für das Finale.

## Familiäres
Lea Wipper ist die ältere Schwester der Handballspielerin Tabea Wipper, welche für den SV Union Halle-Neustadt spielt.